# Censimenti in Turchia
In Turchia i censimenti sono fatti dal Devlet İstatistik Enstitüsü. Il primo censimento della Repubblica di Turchia avvenne nel 1927 sotto gli auspici di Mustafa Kemal. Il censimento raccolse informazioni riguardanti l'economia, la popolazione e la società. 

## Censimento del 1927

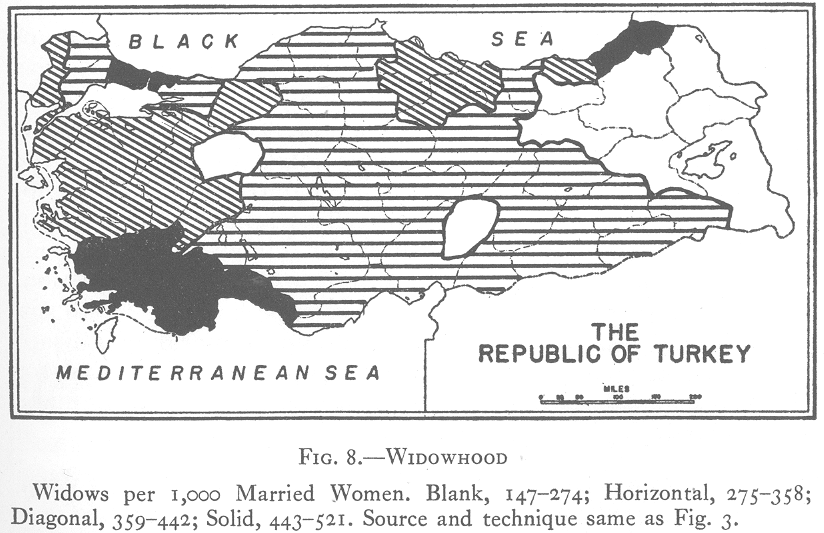
Vedovanza
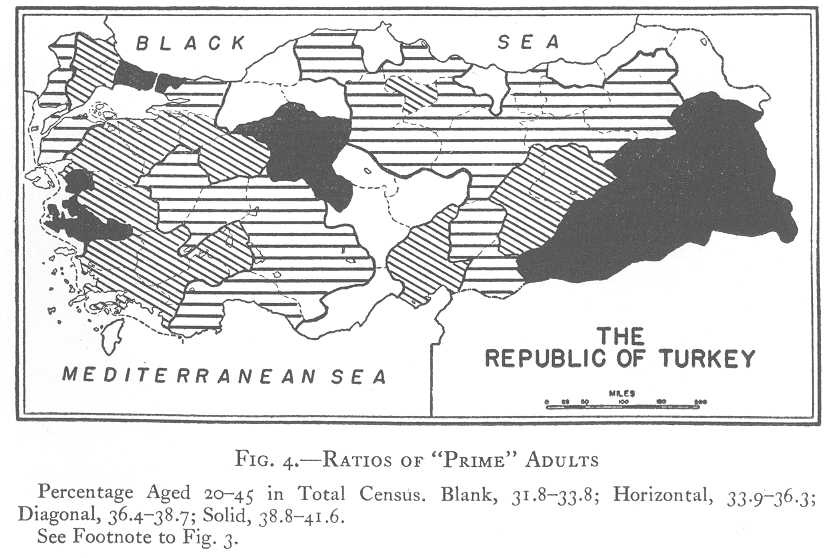
Adulti

## Altri censimenti
Dopo il 1935, censimenti ebbero luogo ogni 5 anni su base quinquennale fino al 1990. Ora il censimento avviene ogni 10 anni. L'ultimo censimento è stato nel 2000. Da notare che il censimento in Turchia avviene in un solo giorno (mentre negli altri paesi richiede 1-2 settimane), quindi la quantità di mezzi usata è imponente. Il quindicesimo censimento si terrà nel 2010. 
Sotto l'Impero Ottomano, col sultano Sultano Mahmud II, fu fatto un censimento (1831-38) nell'ambito delle riforme (tanzimat), ma in quella occasione le donne furono escluse dal conteggio.